# 伪麻黄碱
伪麻黄碱（INN：pseudoephedrine，PSE）又称伪麻黄素、假麻黄碱，是从麻黄科植物草麻黄中分离得到的有机胺类生物碱，属于一种苯丙胺类拟交感神经药，可作为鼻腔或鼻窦的减充血剂。
伪麻黄碱是麻黄碱的一种立体异构体，其右旋结构作用于肾上腺素受体，具有平喘作用，且其升压及中枢兴奋作用比麻黄碱小。部分感冒药含此成分，能够缓解感冒时鼻塞、流鼻涕和打喷嚏等症状。
盐酸伪麻黄碱（pseudoephedrine hydrochloride）与硫酸伪麻黄碱（pseudoephedrine sulfate）经常与一些其它药物，诸如抗组胺药、愈创甘油醚、右美沙芬、扑热息痛等混合作为复方非处方药使用。

## 化学性质
伪麻黄碱是麻黄素的非对映异构体，能被还原为甲基苯丙胺或被氧化为甲卡西酮。

两对对映异构体: 麻黄素 (上) 和 伪麻黄素 (下)

## 命名
右旋（+） -或D- 对映体（1S，2S） -伪麻黄碱，以及 左旋（ - ） -或L型（1R，2R） -伪麻黄碱。
在过时的D/L构型命名法中，此二者亦被称作L-伪麻黄碱和D-伪麻黄碱（使用费歇尔投影式并将苯环置于底部命名而非现在常用的楔形式）。
两种对映体的IUPAC名称是（1S，2S）-2-甲胺基-1-苯基-1-丙醇（(1S,1S)-2-methylamino-1-phenylpropan-1-ol）和（1R，2R）-2-甲胺基-1-苯基-1-丙醇（(1R,2R)-2-methylamino-1-phenylpropan-1-ol）。
伪麻黄碱是INN（国际非专利名称组织）对此化合物的命名形式，并常在作为药剂时使用。

## 合成
尽管伪麻黄碱作为生物碱存在于一些特定的植物里（如麻黄属植物提取液中有伪麻黄碱，也有麻黄碱的其它异构体），但工业制取一般从带有苯甲醛的葡萄糖酵母发酵液中提取。在这一制取过程中，一些特殊的酵母（如圆酵母、酿酒酵母）会被加入到盛有水、葡萄糖、丙酮脱羧酶（存在于甜菜等植物中）的大桶里。在酵母开始发酵后，苯甲醛加入桶中。在这一环境下，酵母把原料反应成中间产物苯基乙酰基甲醇（L-PAC）。L-PAC再通过还原胺化反应，变为伪麻黄碱。
伪麻黄碱在经济条件适合出口的中国、印度的制药厂大量生产。

## 药理
伪麻黄碱是拟交感胺类物质，它最重要的作用机制依赖它对肾上腺素能受体的间接作用。伪麻黄碱的血管收缩的作用被认为主要是α-肾上腺素能受体的应答。
虽然伪麻黄碱只有微弱甚至没有直接的对α-和β-肾上腺素能受体的激动剂功效，它的主要作用是促使神经元突触中囊泡里的内源去甲肾上腺素的释放。取代的去甲肾上腺素被释放到神经突触间隙，以激发突触后膜上的肾上腺素能受体。这些受体位于衬在血管壁的肌肉组织中。当这些受体被去甲肾上腺素激活，肌肉便开始收缩，带动血管收紧。这些收紧的血管使得从血管里流入鼻腔、喉咙、鼻窦内部的液体变少。这样可以减少鼻黏膜的发炎与黏液的产生。所以，伪麻黄碱可以通过收缩血管来减缓鼻塞等症状。

## 药用
伪麻黄碱是一种兴奋剂，但它更主要被用作鼻黏膜减充血剂。它能减缓组织充血、水肿、由感冒或过敏引起的鼻塞等症状。伪麻黄素的其它一些效用包括加快鼻窦分泌物的排放，减缓耳咽管的堵塞等。而它收缩血管的作用会带来高血压，这也被认为是伪麻黄素的副作用之一。
伪麻黄碱可以口服也可以局部使用。口服的好处是（比如羟甲唑啉），它不会导致鼻塞复发（药物性鼻炎）。然而，由于药物刺激的性质，口服更可能造成不良反应，包括高血压，出汗，失眠，焦虑等。
某一研究又发现，伪麻黄碱可以作为镇咳药使用。

### 主治
伪麻黄碱主治：
- 鼻塞
- 鼻窦充血
- 耳咽管（咽鼓管）阻塞[15]

伪麻黄碱还可以治疗血管运动性鼻炎。在治疗過敏性鼻炎，喉炎，鼻窦炎，中耳炎，气管炎等症时还作为最佳辅助药物。
除此之外，伪麻黄碱亦作为阴茎异常勃起的主要治疗药物。由于阴茎勃起很大程度上是自主神经系统的应答，所以伪麻黄碱可以有助于缓解这一症状。
伪麻黄碱可以在药品标示外治疗尿失禁。

### 副作用
伪麻黄碱常见的药物不良反应有：中枢神经系统的刺激，失眠，精神紧张，兴奋，头晕和焦虑。不常见的不良反应有心跳过速、心悸。一些罕见的病例有瞳孔散大、幻觉、心律失常、高血压、癫痫发作、缺血性结肠炎；也有严重的皮肤反应：复发性伪猩红热、全身接触性皮炎、非着色固定药疹。也有报导称，伪麻黄素（包括其它拟交感神经药物）有可能导致中风的发生。

### 注意事项及禁忌
伪麻黄碱最好不要给有下列疾病的患者使用：糖尿病，心血管疾病，严重或无法控制的高血压，严重的冠心病，前列腺肥大，甲状腺功能亢进，闭角型青光眼。孕妇慎用。
由于该药的刺激性，焦虑和躁动是常见的副作用，因此易于焦虑或恐慌的患者应慎用。
由于鼻塞等症状一般被认为是一种小病，故患者有多种选择。根据患者的状况，一些合适的选择包括盐水、盐雾等。局部减充血剂应慎用，最好不要连续使用超过三天，以避免发生药物性鼻炎（鼻塞复发）。

### 药物相互作用
合用或最近使用（14天内）的单胺氧化酶抑制剂可能引起严重的高血压。
拟交感神经药可能会降低甲基多巴、美加明、利血平、藜芦生物碱等的降血压作用。β-肾上腺素受体拮抗剂也可能与拟交感神经药发生相互作用。当伪麻黄碱与毛地黄属植物一起使用时，可能会发生异位起搏点活动。抗酸药会增加伪麻黄碱的吸收率，而高岭土则会降低吸收率。

## 其它用途

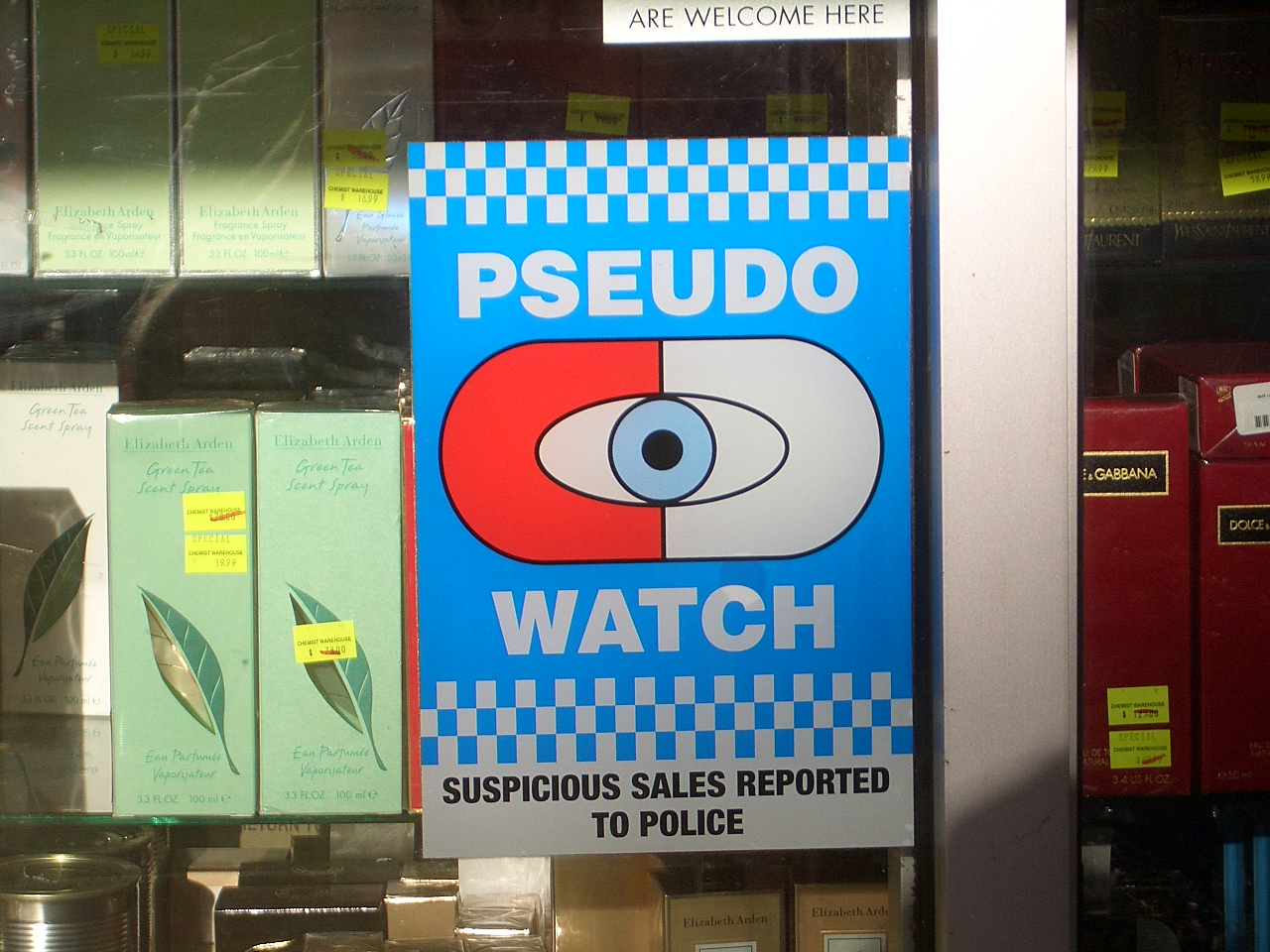
澳大利亚一药房里张贴的警示标志。

由于伪麻黄碱的刺激性质，有报道称伪麻黄碱在药品标示外作兴奋剂使用。一些人，比如长途卡车司机、运动员等用它来提高他们的意识和警觉度。
伪麻黄碱与安非他命相似的化学结构使之成为非法药厂眼中抢手的制造甲基安非他命和甲卡西酮的原料（这两种都是毒品）。因此，分发、销售伪麻黄碱受到越来越严格的管理与限制。在这种情况下，许多制药厂开始选择替代品。 这些减充血剂替代品效果有所下降，比如苯肾上腺素（新福林）。

### 体育
2004年之前，伪麻黄碱在国际奥委会（IOC）所禁止的药品名单上，之后世界反兴奋剂组织（WADA）的列表取代了IOC的列表。最初WADA只是监视伪麻黄碱的使用，但从2010年1月1日起，伪麻黄碱重回禁止药品名单。 2000年悉尼奥运会金牌得主，罗马尼亚体操运动员Andreea Răducan药检呈阳性后，金牌被取消，因为她吃了教练给的两片感冒药。尽管金牌被取消，但她保住了其它奖牌，而且没有被禁赛，只有队医被停了若干年职。罗马尼亚奥委会主席伊翁·提里亚克也因这一丑闻而辞职。

### 药检
伪麻黄碱可在血浆或尿液中定量检测，不仅可以监测运动员为了提高成绩而使用该药品，而且在法医学鉴定调查中也有帮助。色谱技术可以很容易区别于出其他苯乙胺衍生物与伪麻黄碱。当作为药物治疗时，人体血浆中伪麻黄碱的浓度一般在50–300 µg/l之间；若血浆中浓度为500–3000 µg/l时，则有可能是中毒或滥用药物；若浓度为10–70 mg/l则有生命危险。

## 外部連結
- D-僞麻黃堿 D-pseudoephedrine（页面存档备份，存于） 中草藥化學圖像數據庫 (香港浸會大學中醫藥學院) （中文）（英文）